# Portugiesisch-tansanische Beziehungen
Die portugiesisch-tansanischen Beziehungen beschreiben das zwischenstaatliche Verhältnis zwischen Portugal und Tansania. Die Länder unterhalten seit 1975 direkte diplomatische Beziehungen.
Die heutigen Beziehungen sind gut, wenngleich vergleichsweise schwach ausgeprägt. Historisch ist die portugiesische Präsenz nach der Ankunft der Portugiesischer Seefahrer Ende des 15. Jahrhunderts zu nennen, die hier auf ihrem Seeweg nach Indien Stützpunkte errichteten, insbesondere auf Sansibar. Später spielte die tansanische Unterstützung für die Unabhängigkeitsbewegung in der benachbarten portugiesischen Kolonie Mosambik von 1962 bis zu ihrer Unabhängigkeit 1975 eine Rolle. Auch tansanische Nachnamen wie Da Silva oder Furtado zeugen noch von portugiesischen Einflüssen.
Im Jahr 2014 waren 115 portugiesische Bürger in den Konsulaten in Tansania gemeldet. Im Jahr 2015 waren 32 Staatsbürger Tansanias in Portugal gemeldet.

## Geschichte

### 15. Jahrhundert bis 1960

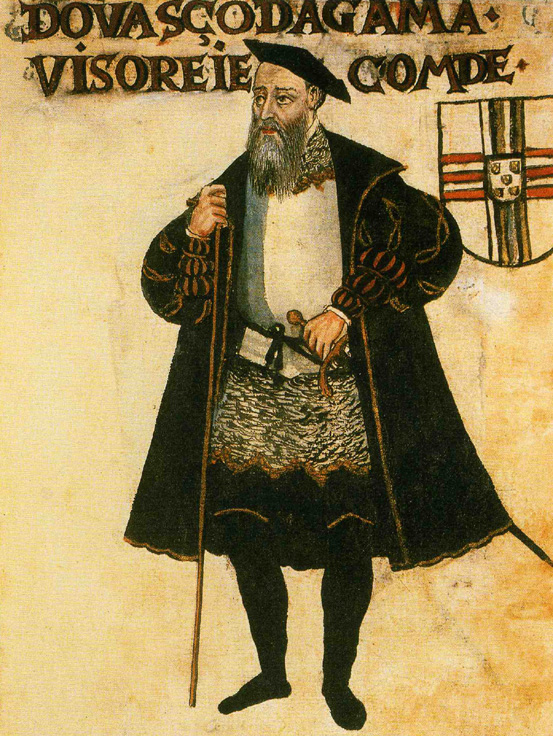
Vasco da Gama kam 1498 als erster Europäer ins heutige Tansania

Das heutige Tansania war Teil der Swahili-Gesellschaft, als die Portugiesischen Seefahrer Anfang des 16. Jahrhunderts die Küste erreichten, nach der Entdeckung des Seewegs nach Indien durch Vasco da Gama. Dieser erkundete 1498 vermutlich als erster Europäer die Küste des heutigen Tansanias und kam 1499 nach Sansibar, wo er blühende arabische Handelsplätze vorfand.
1503 landete der Portugiese Ruy Lourenço Ravasco auf Unguja, der Hauptinsel Sansibars. Er errichtete dort eine Niederlassung. 1505 kam Sansibar schließlich ganz unter portugiesische Kontrolle.
Francisco de Almeida brachte 1505 mit Kilwa Kisiwani zudem den bedeutendsten Ort an der Festlandküste in portugiesischen Besitz. Bereits 1512 kam der Ort allerdings wieder unter arabische Kontrolle. Die Portugiesen beanspruchten danach weiterhin die gesamte Küste Ostafrikas, beschränkten sich jedoch auf die Errichtung von Stützpunkten für ihre Handelsroute von der Ilha de Moçambique nach Goa.
Ende des 17. Jahrhunderts fiel Sansibar an die Herrscher des Oman, die hier bis zum 19. Jahrhundert herrschten. 1861 handelten Portugal und das Sultanat Sansibar einen modernen Handelsvertrag aus, der jedoch nicht zur Ratifizierung gelangte.

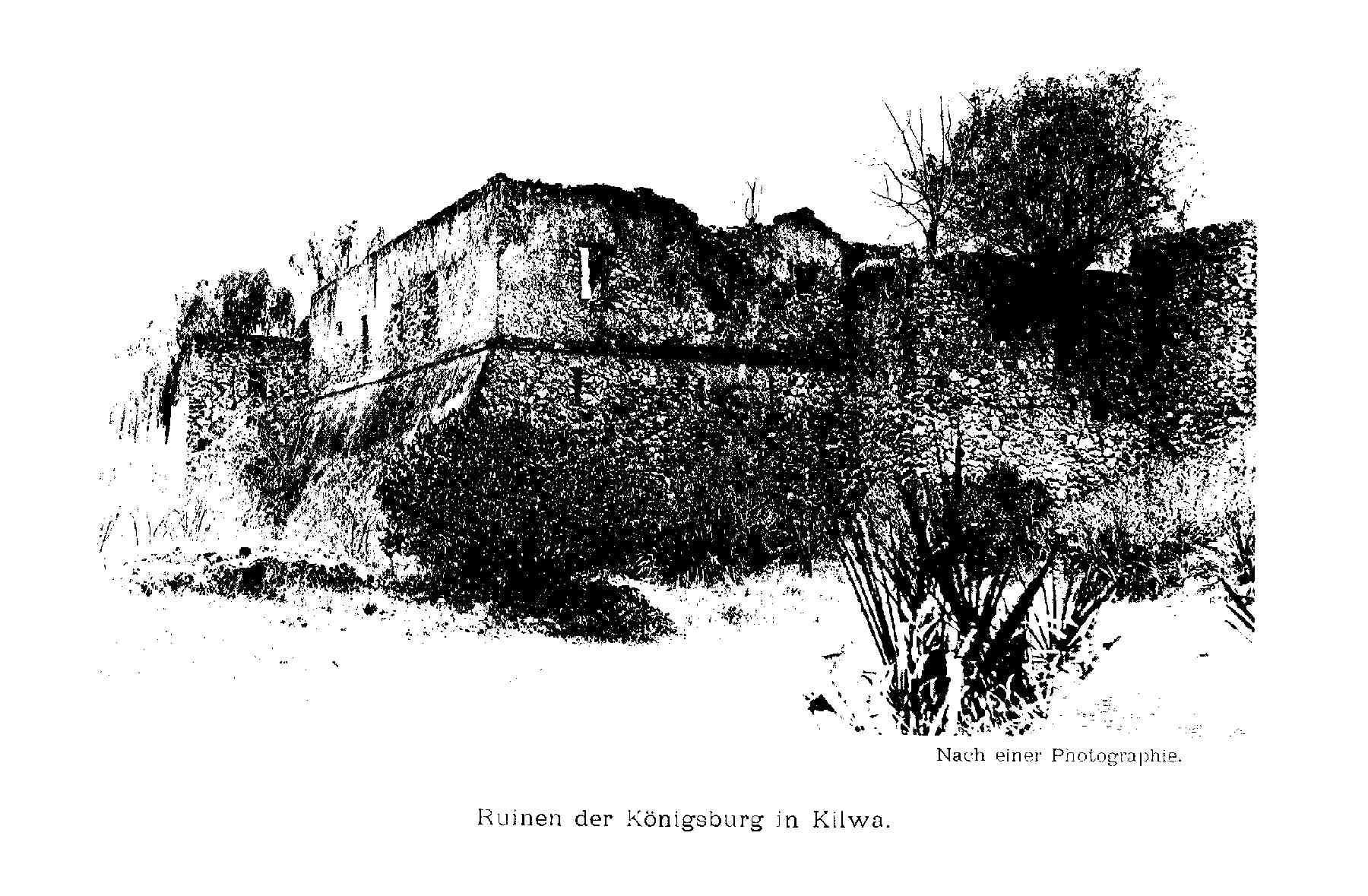
Das Fort in Kilwa Kisiwani, Abbildung aus dem Buch „Die Portugiesenzeit von Deutsch- und Englisch-Ostafrika“ von Justus Strandes, erschienen 1899

1890 wurde Sansibar britische Kolonie. Das Festland war bereits seit 1885 als Deutsch-Ostafrika eine Kolonie des deutschen Kaiserreichs. Deutschland beanspruchte auch das Kionga-Dreieck, das jedoch nach dem Ersten Weltkrieg endgültig Teil Portugiesisch-Ostafrikas wurde, während gleichzeitig Deutsch-Ostafrika als Tanganjika britisch wurde.

### Seit 1961
Tanganjika wurde 1961 von Großbritannien unabhängig und vereinigte sich 1964 mit Sansibar zum heutigen Tansania. Das südliche Nachbarland Mosambik blieb währenddessen weiterhin eine portugiesische Überseeprovinz.
Bereits 1962 hatte sich daher in der tansanischen Hafenstadt Daressalam die mosambikanische Unabhängigkeitsbewegung FRELIMO gegründet, mit Hilfe des tansanischen Staatspräsidenten Julius Nyerere.
Die unnachgiebige Haltung des portugiesischen Estado-Novo-Regimes des Diktators Salazar gegenüber den Unabhängigkeitsbewegungen veranlasste die FRELIMO 1964, den bewaffneten Kampf aufzunehmen. Im Verlauf des damit auch in Mosambik ausbrechenden Portugiesischen Kolonialkriegs nutzte die FRELIMO Tansania als Rückzugsgebiet.
Nach der linksgerichteten Nelkenrevolution in Portugal 1974 beendete die neue portugiesische Regierung die Kolonialkriege, entließ seine bisherigen Kolonien 1975 in die Unabhängigkeit und richtete seine internationalen Beziehungen neu aus.
Am 1. April 1975 nahmen Tansania und Portugal diplomatische Beziehungen auf, am 30. Juli 1975 folgte ein erstes Handelsabkommen.
Als erster Vertreter Portugals in Tansania akkreditierte sich am 13. April 1978 António Augusto Vaz Pereira, der portugiesische Botschafter in Mosambik. Eine eigene Botschaft in Tansania eröffnete Portugal danach nicht.
1992 wechselte Tansania in den Amtsbezirk des portugiesischen Botschafters in Kenia. Seit der Schließung der Vertretung Portugals in Kenias Hauptstadt Nairobi 2012 ist wieder die Botschaft in Mosambik für Tansania zuständig.

## Diplomatie
Portugal unterhält keine eigene Botschaft in Tansania, das Land gehört zum Amtsbezirk der portugiesischen Botschaft in der mosambikanischen Hauptstadt Maputo. Auch Konsulate Portugals sind in Tansania keine eingerichtet.
Tansania führt ebenfalls keine eigene Botschaft in Portugal, seine Vertretung in Paris ist für Portugal zuständig. Auch tansanische Konsulate bestehen in Portugal nicht.

## Wirtschaft

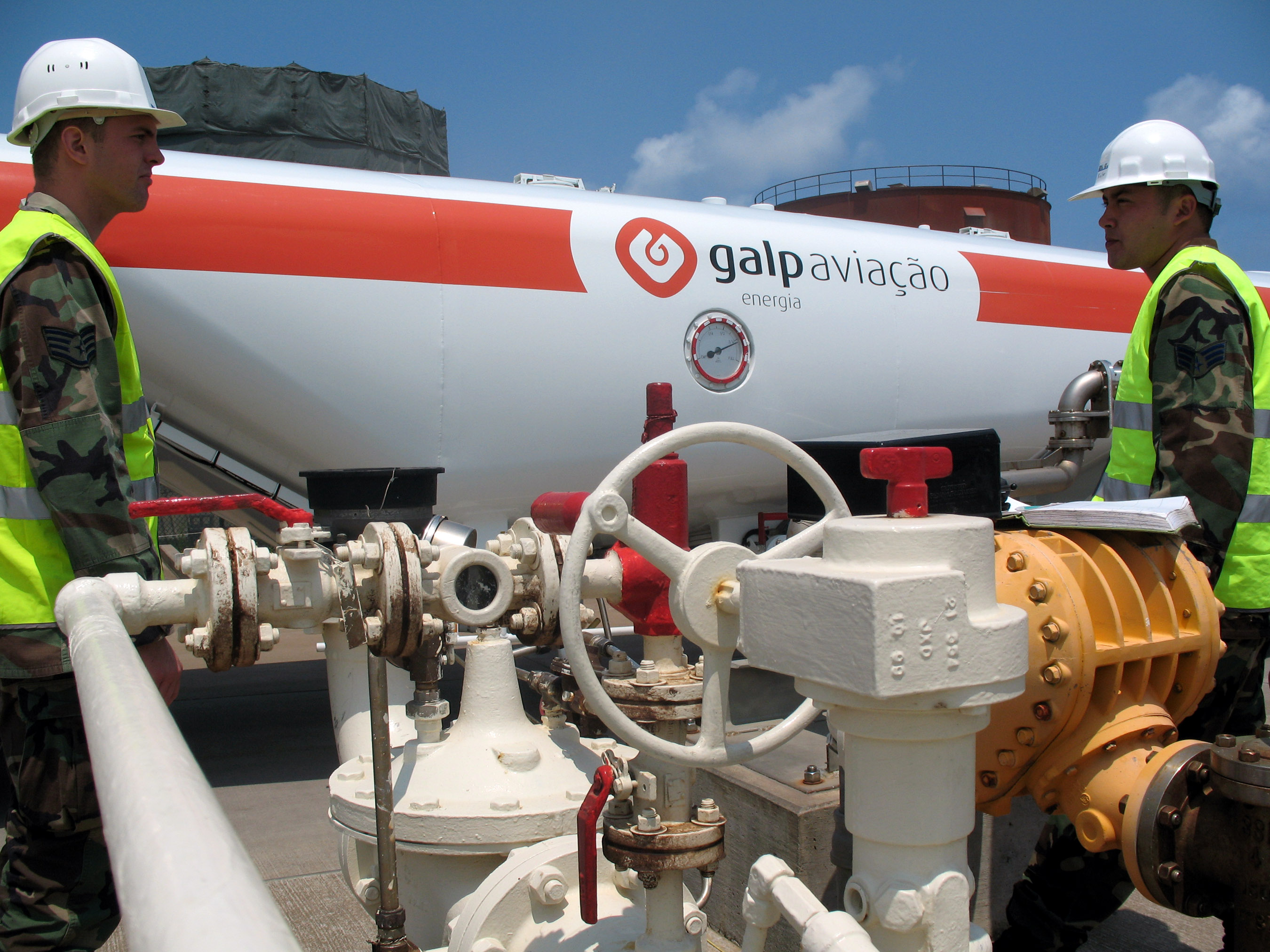
Tankwagen der portugiesischen Galp an der Lajes Air Base: Treibstoffe sind das wichtigste Exportgut Portugals nach Tansania

Die portugiesische Außenhandelskammer AICEP unterhält keine Niederlassung in Tansania, zuständig ist das AICEP-Büro in der mosambikanischen Hauptstadt Maputo.
Im Jahr 2016 exportierte Portugal Waren im Wert von 3,800 Mio. Euro nach Tansania (2015: 4,714 Mio.; 2014: 3,188 Mio.; 2013: 2,574 Mio.; 2012: 2,355 Mio.), davon 29,9 % Treibstoffe, 24,2 % Fahrzeuge und Fahrzeugteile, 13,1 % Maschinen und Geräte, 10,9 % Lebensmittel und 9,8 % Papier und Zellulose.
Im gleichen Zeitraum lieferte Tansania Waren im Wert von 25,003 Mio. Euro an Portugal (2015: 26,043 Mio.; 2014: 21,521 Mio.; 2013: 14,879 Mio.; 2012: 21,333 Mio.), davon 57,2 % landwirtschaftliche Erzeugnisse, 40,5 % Tabak und 2,3 % Textilien.
Damit stand Tansania für den portugiesischen Außenhandel 2016 an 126. Stelle als Abnehmer und an 73. Stelle als Lieferant, im tansanischen Außenhandel rangierte Portugal 2015 an 30. Stelle als Abnehmer und an 67. Stelle als Lieferant.

## Sport
Die Portugiesische und die Tansanische Fußballnationalmannschaft der Männer haben bislang nicht gegeneinander gespielt, auch die der Frauen nicht (Stand August 2022).
Die tansanische Schiedsrichterin Jonesia Kabakama pfiff beim portugiesischen Algarve-Cup in den Ausgaben 2017 und 2018.